# Eupithecia orana
Eupithecia orana is een vlinder uit de familie spanners (Geometridae). De wetenschappelijke naam is voor het eerst geldig gepubliceerd in 1913 door Dietze.
De soort komt voor in Europa.